# USS LST-230
O USS LST-230 foi um navio de guerra norte-americano da classe LST que operou durante a Segunda Guerra Mundial.